# Bertold Huber
Bertold Huber ist ein deutscher Jurist und Richter.
Huber war Vorsitzender Richter am Verwaltungsgericht Frankfurt am Main und wurde durch seine Publikationen zum Ausländer- und Asylrecht bekannt. Der G 10-Kommission zur Kontrolle von G 10-Maßnahmen der Nachrichtendienste des Bundes gehört er seit 2013 als stellvertretender Vorsitzender an. Zuvor war er seit 2005 stellvertretendes Mitglied. Huber übte Kritik an der Überwachung von Ausländern durch den Bundesnachrichtendienst.

## Publikationen (Auswahl)
- Bertold Huber: Ausländer- und Asylrecht, C.H. Beck (NJW-Schriftenreihe), München 1983 ISBN 3-406098-428
- Bertold Huber: Handbuch des Ausländer- und Asylrechts, C.H. Beck, München 1994 ISBN 3-406377-882
- Bertold Huber: Das Schengener Durchführungsübereinkommen und seine Auswirkungen auf das Ausländer- und Asylrecht, NVwZ 1996, S. 1069
- Bertold Huber, Stephan Beichel-Benedetti, Gisbert Brinkmann und Ralph Göbel-Zimmermann: Aufenthaltsgesetz – AufenthG – mit Freizügigkeitsgesetz/EU, ARB 1/80 und Qualifikationsrichtlinie, C.H. Beck, München 2010, ISBN 978-3406582394
- Bertold Huber: Das asylrechtliche Flughafenverfahren in Karl-Heinz Hohm, Achim Schunder, Reiner Stahl: Verwaltungsgericht im Wandel der Zeit – Fünfzig Jahre Verwaltungsgericht Frankfurt am Main, C. H. Beck, München 2004, ISBN 3-406-52667 5, S. 145–159
- Bertold Huber: Das Zuwanderungsgesetz, NVwZ 2005, 1.
- Bertold Huber: Die neue Asyldebatte, NJW 47/2012, S. 14.